# Heterophysa dumetorum
Heterophysa dumetorum is een vlinder uit de familie uilen (Noctuidae). De wetenschappelijke naam is voor het eerst geldig gepubliceerd in 1834 door Geyer.
De soort komt voor in Europa.